# Saint-Aubin-Fosse-Louvain
Pour les articles homonymes, voir Saint-Aubin.
Saint-Aubin-Fosse-Louvain est une commune française, située dans le département de la Mayenne en région Pays de la Loire, peuplée de 212 habitants.
La commune fait partie de la province historique du Maine, et se situe dans le Bas-Maine dans le pays de Passais.

## Géographie
La commune est au nord du Bas Maine, aux confins du Passais et du Mortainais. Son bourg est à 7,5 km au nord de Gorron, à 9,5 km au sud-ouest de Passais et à 11 km au sud du Teilleul.
| Désertines | Désertines                | L'Épinay-le-Comte (Orne) |
| Vieuvy     | Saint-Aubin-Fosse-Louvain | Lesbois                  |
| Hercé      | Hercé, Gorron             | Gorron                   |

### Climat
Pour des articles plus généraux, voir Climat des Pays de la Loire et Climat de la Mayenne.
En 2010, le climat de la commune est de type climat océanique franc, selon une étude du CNRS s'appuyant sur une série de données couvrant la période 1971-2000. En 2020, Météo-France publie une typologie des climats de la France métropolitaine dans laquelle la commune est exposée à un climat océanique et est dans la région climatique  Moyenne vallée de la Loire, caractérisée par une bonne insolation (1 850 h/an) et un été peu pluvieux. 
Pour la période 1971-2000, la température annuelle moyenne est de 10,5 °C, avec une amplitude thermique annuelle de 13,6 °C. Le cumul annuel moyen de précipitations est de 889 mm, avec 13,5 jours de précipitations en janvier et 7,8 jours en juillet. Pour la période 1991-2020, la température moyenne annuelle observée sur la station météorologique de Météo-France la plus proche, sur la commune de Saint-Fraimbault à 10 km à vol d'oiseau, est de 11,2 °C et le cumul annuel moyen de précipitations est de 850,1 mm,. Pour l'avenir, les paramètres climatiques de la commune estimés pour 2050 selon différents scénarios d'émission de gaz à effet de serre sont consultables sur un site dédié publié par Météo-France en novembre 2022.

## Urbanisme

### Typologie
Au 1er janvier 2024, Saint-Aubin-Fosse-Louvain est catégorisée commune rurale à habitat très dispersé, selon la nouvelle grille communale de densité à sept niveaux définie par l'Insee en 2022.
Elle est située hors unité urbaine. Par ailleurs la commune fait partie de l'aire d'attraction de Gorron, dont elle est une commune de la couronne,. Cette aire, qui regroupe 7 communes, est catégorisée dans les aires de moins de 50 000 habitants,.

### Occupation des sols
L'occupation des sols de la commune, telle qu'elle ressort de la base de données européenne d’occupation biophysique des sols Corine Land Cover (CLC), est marquée par l'importance des territoires agricoles (100 % en 2018), une proportion identique à celle de 1990 (100 %). La répartition détaillée en 2018 est la suivante : 
prairies (47,6 %), terres arables (35,7 %), zones agricoles hétérogènes (16,7 %). L'évolution de l’occupation des sols de la commune et de ses infrastructures peut être observée sur les différentes représentations cartographiques du territoire : la carte de Cassini (XVIIIe siècle), la carte d'état-major (1820-1866) et les cartes ou photos aériennes de l'IGN pour la période actuelle (1950 à aujourd'hui).

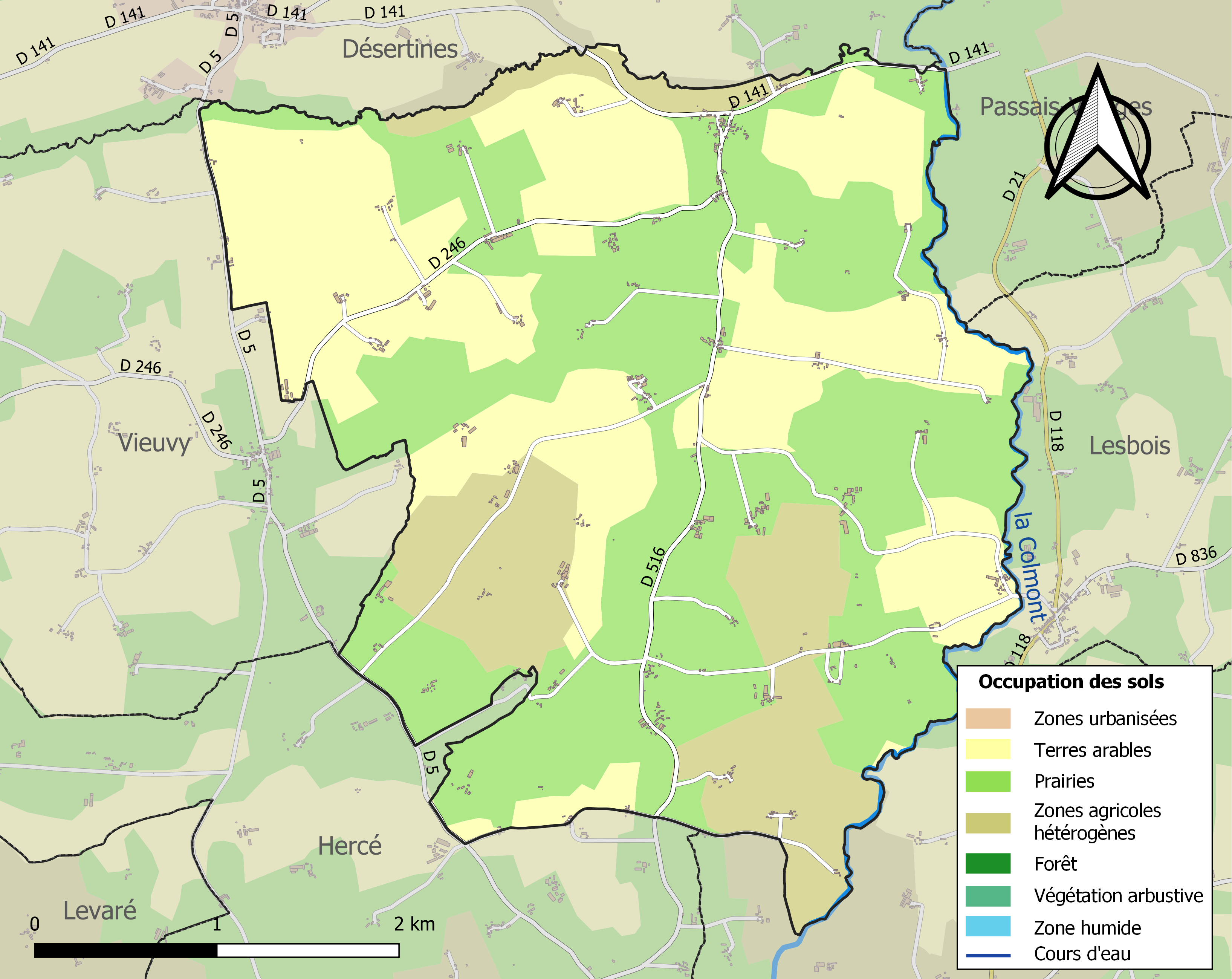
Carte des infrastructures et de l'occupation des sols de la commune en 2018 (CLC).

## Toponymie
La forme Foresta de Fossa Lovani est attestée en 1199, S. Albinum de Fosse Lovein en 1289. La paroisse est dédiée à Aubin d'Angers, évêque d'Angers au VIe siècle ; Fosse et Louvain seraient issus du latin fossa, « fossé », et d'une forme régionale héritée du latin Lupana, « louve ».
Le gentilé est  Saint-Aubinois.

## Histoire

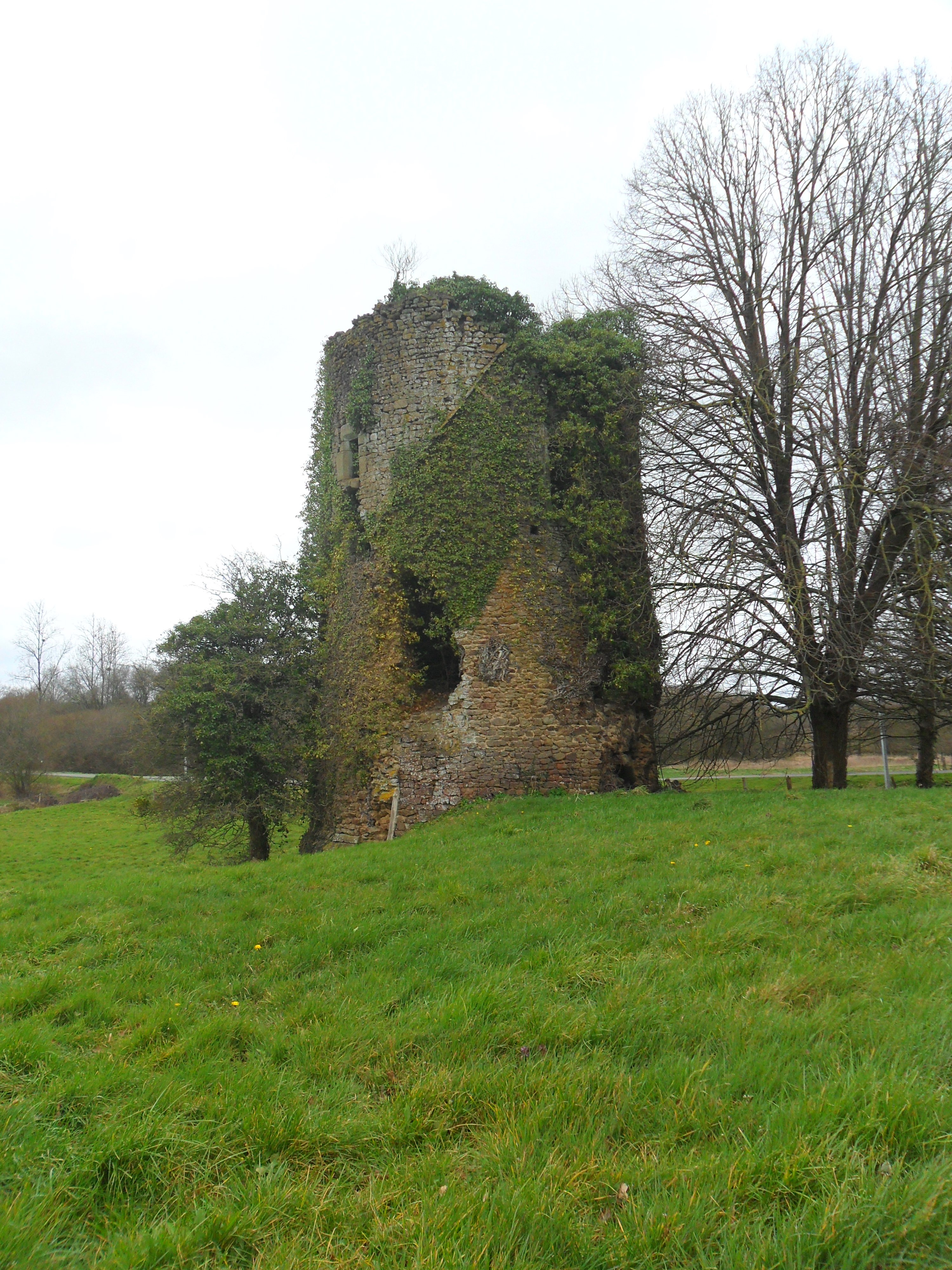
La Tour des Anglais

En 1199, Philippe Auguste confirma le don de la forêt de Fosse-Louvin par Arthur de Breiz à Juhel de Mayenne[réf. à confirmer].

## Politique et administration
Le conseil municipal est composé de onze membres dont le maire et deux adjoints.

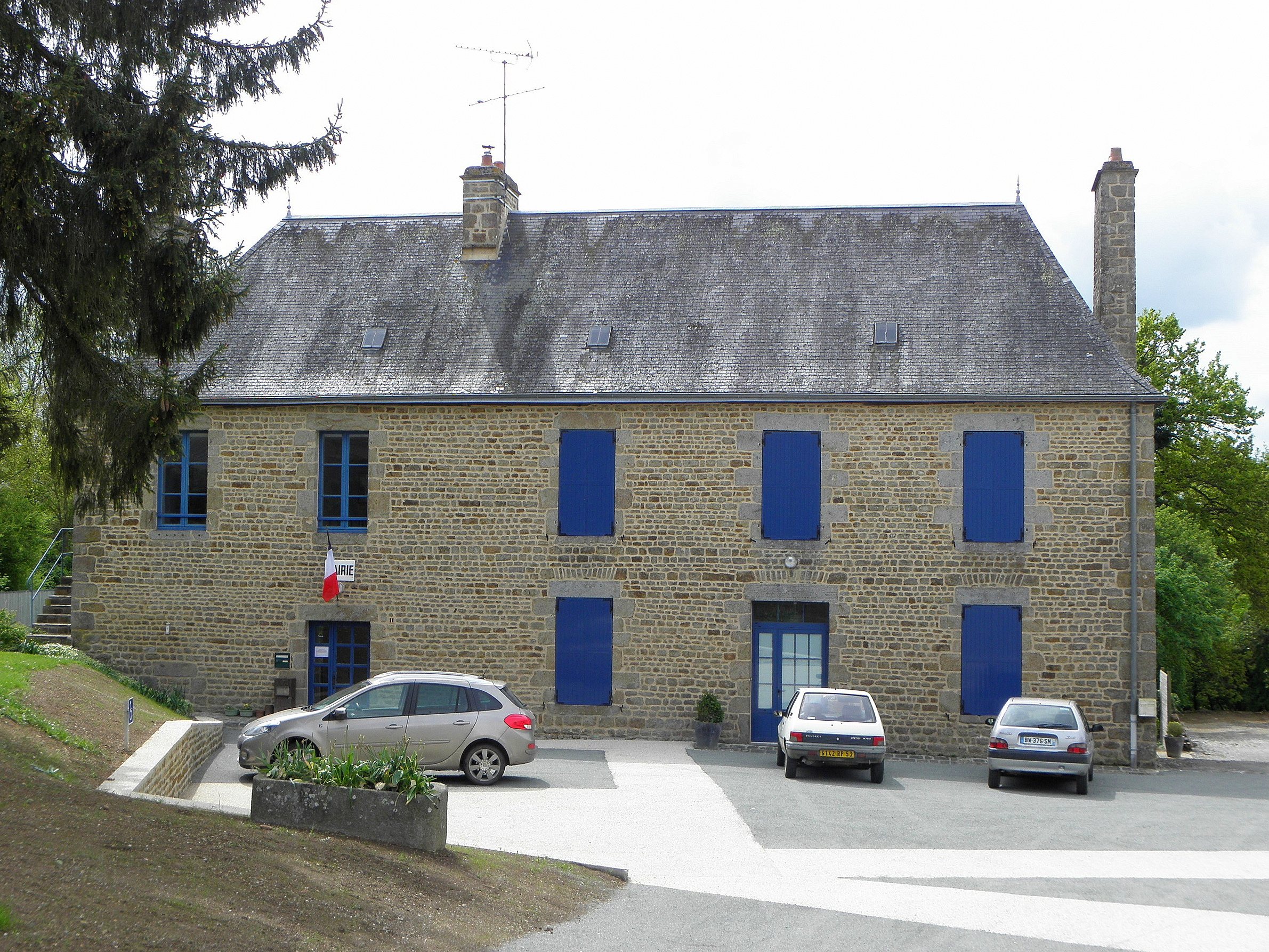
La mairie.

## Population et société

### Démographie
L'évolution du nombre d'habitants est connue à travers les recensements de la population effectués dans la commune depuis 1793. Pour les communes de moins de 10 000 habitants, une enquête de recensement portant sur toute la population est réalisée tous les cinq ans, les populations de référence des années intermédiaires étant quant à elles estimées par interpolation ou extrapolation. Pour la commune, le premier recensement exhaustif entrant dans le cadre du nouveau dispositif a été réalisé en 2005.
En 2022, la commune comptait 212 habitants, en évolution de −2,75 % par rapport à 2016 (Mayenne : −0,73 %, France hors Mayotte : +2,11 %).
Saint-Aubin-Fosse-Louvain a compté jusqu'à 1 137 habitants en 1806.
| 1793  | 1800 | 1806  | 1821 | 1831  | 1836 | 1841 | 1846 | 1851 |
| ----- | ---- | ----- | ---- | ----- | ---- | ---- | ---- | ---- |
| 1 022 | 462  | 1 137 | 989  | 1 000 | 971  | 944  | 948  | 971  |

| 1856 | 1861 | 1866 | 1872 | 1876 | 1881 | 1886 | 1891 | 1896 |
| ---- | ---- | ---- | ---- | ---- | ---- | ---- | ---- | ---- |
| 972  | 947  | 914  | 868  | 904  | 916  | 857  | 828  | 805  |

| 1901 | 1906 | 1911 | 1921 | 1926 | 1931 | 1936 | 1946 | 1954 |
| ---- | ---- | ---- | ---- | ---- | ---- | ---- | ---- | ---- |
| 763  | 802  | 741  | 699  | 674  | 629  | 634  | 613  | 564  |

| 1962 | 1968 | 1975 | 1982 | 1990 | 1999 | 2005 | 2006 | 2010 |
| ---- | ---- | ---- | ---- | ---- | ---- | ---- | ---- | ---- |
| 540  | 454  | 393  | 324  | 290  | 252  | 274  | 277  | 232  |

| 2015 | 2020 | 2022 | - | - | - | - | - | - |
| ---- | ---- | ---- | - | - | - | - | - | - |
| 220  | 216  | 212  | - | - | - | - | - | - |

## Culture locale et patrimoine

### Lieux et monuments
- Église Saint-Aubin, du XVe siècle.
- Tour des Anglais.
- Manoir de La Cour.

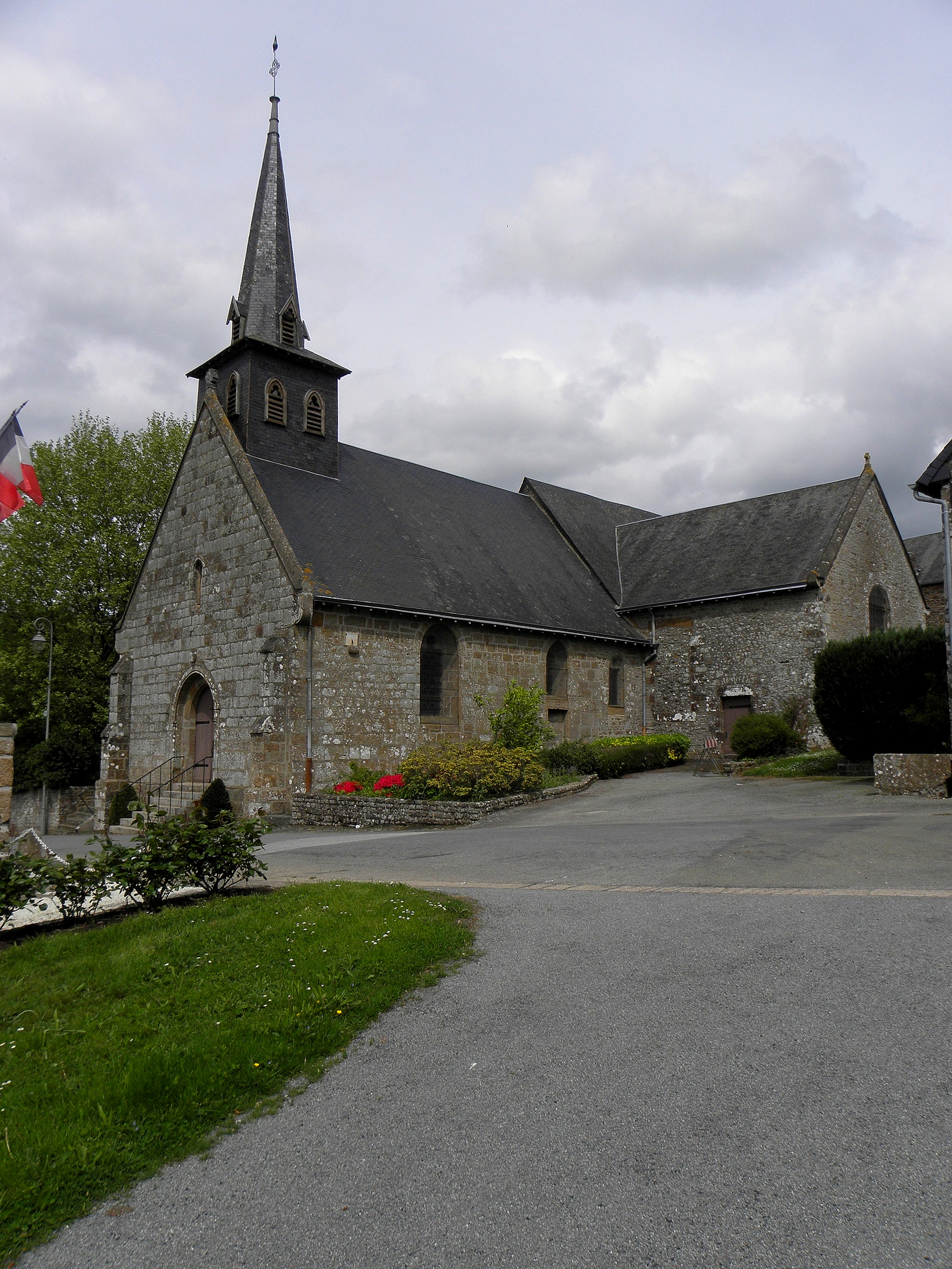
L'église paroissiale.
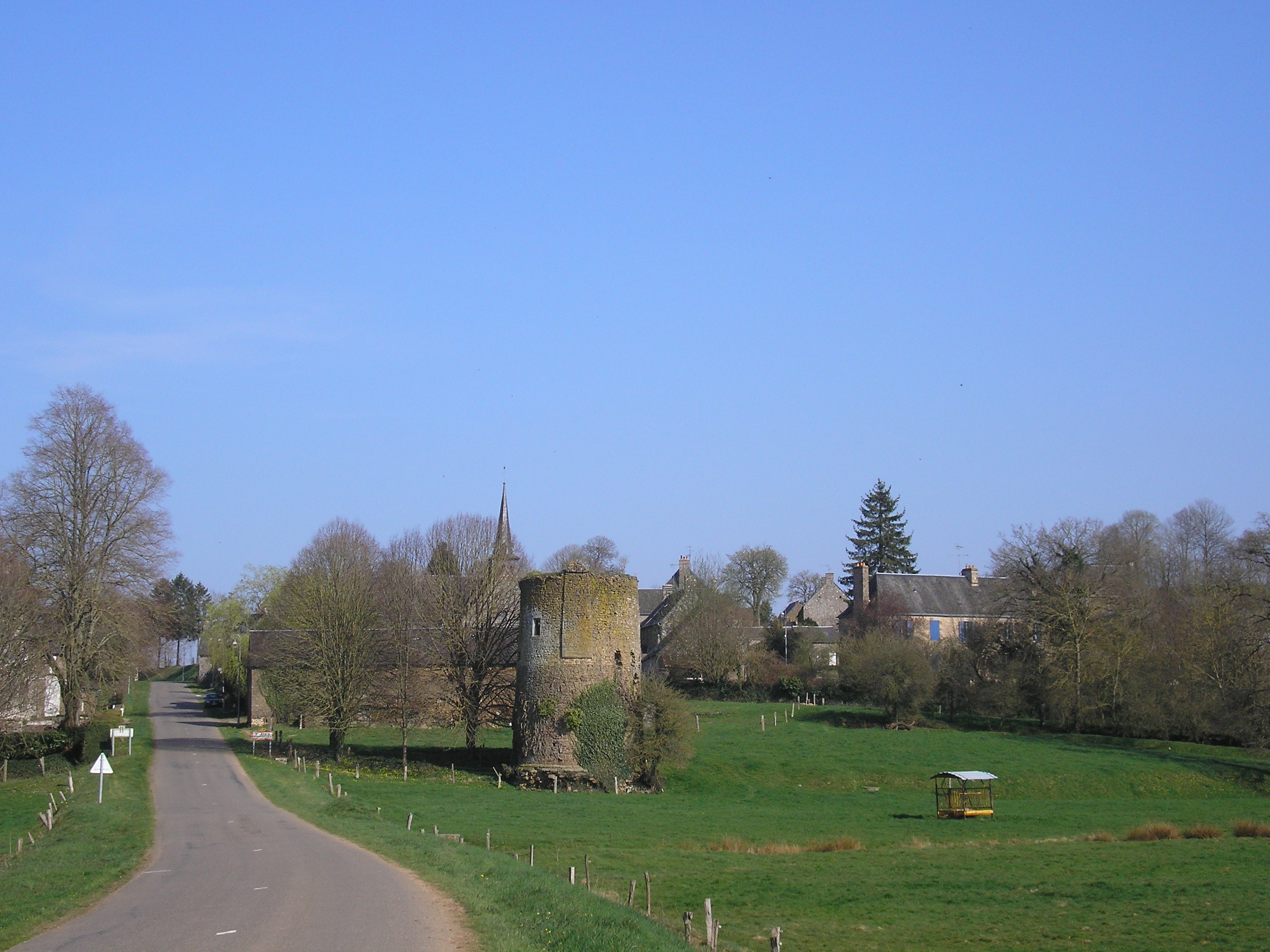
Le bourg et la tour des Anglais.
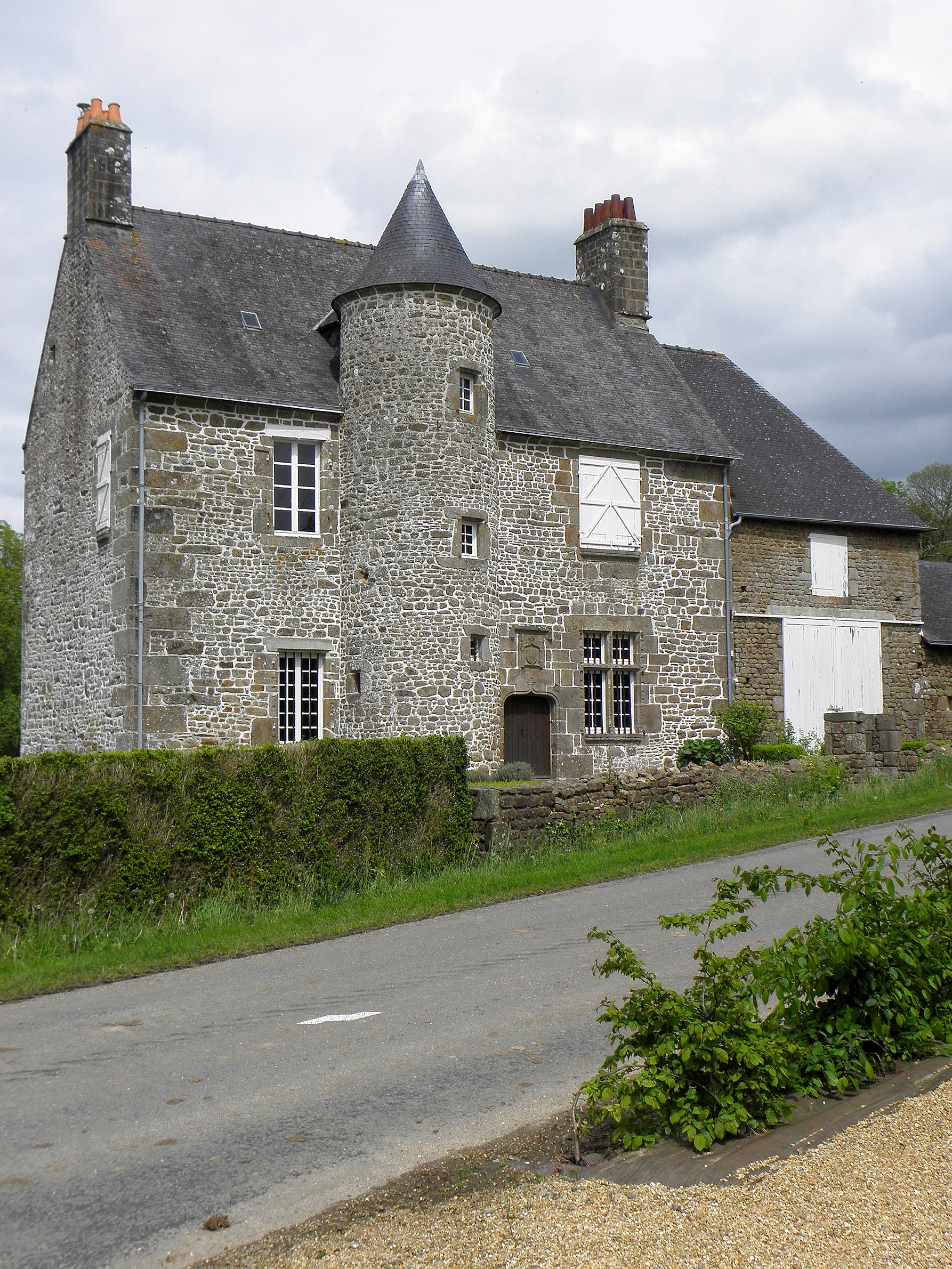
Le manoir de La Cour.

### Personnalités liées à la commune
- Jean Georget (né en 1708 à Saint-Aubin-Fosse-Louvain), universitaire.

## Héraldique
| Blason de Saint-Aubin-Fosse-Louvain | Blason  | D’argent, à un loup de sable, chaussé d’azur, à deux chaînes brisées d’or, mises en pal. |
| Blason de Saint-Aubin-Fosse-Louvain | Détails | La forme du chaussé et le loup symbolisent clairement la fosse où l’on piégeait les loups. Les chaînes sont le symbole représentatif d’Aubin, le saint patron du village. L’azur représente les ruisseaux de la commune que sont l’Ourde et la Colmont. Les ornements sont deux gerbes de blé d’or, mises en sautoir par la pointe et liées d’azur afin d’honorer l’activité agricole de la commune. Le listel d’argent porte le nom de la commune en caractères majuscules de sable. La couronne de tours dit que l’écu est celui d’une commune ; elle n’a rien à voir avec des fortifications. Le statut officiel du blason reste à déterminer. |